# サンティアゴ・デ・コンポステーラ
サンティアゴ・デ・コンポステーラ（Santiago de Compostela）は、スペイン・ガリシア州ア・コルーニャ県のムニシピオ（基礎自治体）。ガリシア州の州都である。コマルカ・デ・サンティアーゴ郡に属する。ガリシア統計局によると、2012年の人口は95,671人（2010年：94,824人） で、州内ではビーゴ、ア・コルーニャ、オウレンセ、ルーゴに次ぐ5番目の人口規模の街である。住民呼称はcompostelán/-lá、santiagués/-esa、またpicheleiro/-aなどが使われる。本都市を中心に近隣の自治体アメス、ボケイション、ブリオン、テオ、バル・ド・ドゥブラ、ベドラとコマルカ（県と市の中間単位、コマルカ・デ・サンティアーゴ）を構成している。
サンティアゴ・デ・コンポステーラには自治州政府（シュンタ・デ・ガリシア）が置かれ、ガリシア州の政治の中心であると同時に、宗教的には大司教座が置かれている。旧市街は1985年にUNESCO世界遺産に登録されており、また、エルサレム、バチカンと並ぶキリスト教三大巡礼地のひとつでもあり、世界遺産に登録されているサンティアゴ・デ・コンポステーラの巡礼路の終着地でもある。
ガリシア語話者の自治体人口に占める割合は35.92%（2011年）。

## 歴史
現在サンティアゴ・デ・コンポステーラのある場所には、古代ローマ時代にはローマ街道の交差する交通の要衝という立地から、城塞とそれに付随する集落が存在した。イスラム勢力から離れた9世紀に聖ヤコブの墓が発見され、アルフォンソ2世によってローマ時代の集落の跡地に新たな集落と実質的にイリア司教座となる教会が作られたのが、サンティアゴ・デ・コンポステーラの基礎となっている。レコンキスタと再入植（レポブラシオン）運動の最前線に位置することから、10世紀以降には城壁に囲まれた軍事拠点へと発展した。1085年のトレド征服後には、王権と植民の拡大を狙うレオン・カスティーリャ王家と、スペイン教会への影響力強化を望むローマ教皇庁の思惑の一致からサンティアゴ巡礼路が整備され、12世紀前半までにガリシア地方の中心都市として著しい発展を遂げた。

## 地理
サンティアゴ・デ・コンポステーラはア・コルーニャ県の中南部に位置し、コマルカ・デ・サンティアーゴに属する。北はトラソ、オローソと、東はオ・ピノ、ボケイションと、南はベドラ、テオと、南から西がアメスと、西北がバル・ド・ドゥブラの各自治体と隣接、自治体の中心地区は、市街地のサンティアゴ・デ・コンポステーラ地区。
市街地はモンテ・ペドローソとモンテ・ビソに挟まれ、周囲をサール川とサレーラ川が流れている。市街地の周囲には29の教区が広がっている。
サンティアゴ・デ・コンポステーラはサンティアゴ・デ・コンポステーラ司法管轄区に属し、同管轄区の中心自治体である。

### 人口
| サンティアゴ・デ・コンポステーラの人口推移 1900－2010   |
|                                                         |
| 出典:INE（スペイン国立統計局）1900年 - 1991年、1996年 - |

## 政治
自治体首長はコンポステーラ・アベルタ（CA）のマルティーニョ・ノリエガ・サンチェス（Martiño Noriega Sánchez）、自治体評議員は、コンポステーラ・アベルタ：10、ガリシア国民党（PPdeG）：9、ガリシア社会主義者党（PSdeG）：4、ガリシア民族主義ブロック（BNG）：2、となっている（2015年5月24日の自治体選挙結果、得票順）。

### 歴代市長
| 任期      | 首長名 | 政党       |
| --------- | --- | ---------- |
| 1979–1983 | ホセ・アントーニオ・ソウト・パス (–1981) / マルシアル・カストロ・ゲーラ                                   | UCD / UCD  |
| 1983–1987 | シェラルド・エステベス・フェルナンデス (–1986) / エルネスト・ビエイテス・コルティソ                       | PSdeG / AP |
| 1987–1991 | シェラルド・エステベス・フェルナンデス                                                                    | PSdeG      |
| 1991–1995 | シェラルド・エステベス・フェルナンデス                                                                    | PSdeG      |
| 1995–1999 | シェラルド・エステベス・フェルナンデス (–1998) / ショセ・アントーニオ・サンチェス・ブガージョ             | PSdeG      |
| 1999–2003 | ショセ・アントーニオ・サンチェス・ブガージョ                                                              | PSdeG      |
| 2003–2007 | ショセ・アントーニオ・サンチェス・ブガージョ                                                              | PSdeG      |
| 2007–2011 | ショセ・アントーニオ・サンチェス・ブガージョ                                                              | PSdeG      |
| 2011–2015 | ヘラルド・コンデ・ロア（–2012年） / アンヘル・クラス・フェルナンデス (–2014) / アグスティン・エルナンデス | PPdeG      |
| 2015–2019 | マルティーニョ・ノリエガ・サンチェス                                                                      | CA         |
| 2019–2023 | n/d | n/d        |
| 2023–     | n/d | n/d        |

### 選挙結果
| 1999年6月13日自治体選挙 |        |        |          |
| 政党                    | 得票数 | 得票率 | 獲得議席 |
| PPdeG                   | 20,901 | 42.86% | 11       |
| PSdeG-PSOE              | 16,208 | 33.24% | 9        |
| BNG                     | 8,780  | 18.00% | 5        |
| DG                      | 974    | 2.00%  | 0        |
| ISC                     | 325    | 0.67%  | 0        |
| EU                      | 242    | 0.50%  | 0        |
| EDEG-OV                 | 233    | 0.48%  | 0        |
| PH                      | 56     | 0.11%  | 0        |

| 2003年5月25日自治体選挙 |        |        |          |
| 政党                    | 得票数 | 得票率 | 獲得議席 |
| PSdeG-PSOE              | 20,481 | 40.32% | 11       |
| PPdeG                   | 18,489 | 36.40% | 10       |
| BNG                     | 8,507  | 16.75% | 4        |
| EU                      | 590    | 1.16%  | 0        |
| CDI                     | 581    | 1.14%  | 0        |
| ODEP                    | 216    | 0.43%  | 0        |
| CDS                     | 206    | 0.41%  | 0        |

| 2007年5月27日自治体選挙 |        |        |          |
| 政党                    | 得票数 | 得票率 | 獲得議席 |
| PPdeG                   | 18,664 | 39.01% | 11       |
| PSdeG-PSOE              | 18,270 | 38.19% | 10       |
| BNG                     | 7,871  | 16.45% | 4        |
| EU                      | 1,119  | 2.34%  | 0        |
| SAIn                    | 620    | 1.30%  | 0        |

| 2011年5月22日自治体選挙 |        |        |          |
| 政党                    | 得票数 | 得票率 | 獲得議席 |
| PPdeG                   | 20,787 | 43.27% | 13       |
| PSdeG-PSOE              | 14,876 | 30.97% | 9        |
| BNG                     | 6,389  | 13.30% | 3        |
| EU                      | 1,906  | 3.97%  | 0        |
| UPyD                    | 968    | 2.01%  | 0        |
| CANDIDATURA DO POVO     | 598    | 1.24%  | 0        |
| SAIn                    | 418    | 0.87%  | 0        |
| C.XXI                   | 264    | 0.55%  | 0        |

### 州政
サンティアゴ・デ・コンポステーラはガリシア自治州の州都で、ガリシア州の政治の中心であり、北部のサン・カエターノ地区には自治州の行政をつかさどる行政府のガリシア自治州政府が置かれ、他にも自治体内には様々な機関がおかれている。オレオ通りのオレオ館 (Pazo do Hórreo) にはガリシア自治州議会議事堂がおかれる。また、旧市街のオブラドイロ広場、大聖堂の正面にあるラショイ館 (Pazo de Raxoi) にはガリシア自治州首相首相府がおかれている。

### 司法行政
サンティアゴ・デ・コンポステーラは、同自治体と、アメス、ボケイション、テオ、ベドラを管轄区とするア・コルーニャ県第2司法管轄区 (Partido xudicial número 2 da provincia da Coruña) の中心自治体となっている。

## 交通

### 空港
郊外にはサンティアゴ・デ・コンポステーラ空港（ラバコジャ空港）があり、マドリード、バルセロナ他の国内主要都市のほか、イギリス、フランス、ドイツ、イタリアなどへの国際定期便も発着する。

### 鉄道
サンティアゴ・デ・コンポステーラ駅は中距離・長距離列車サービスに使用されており、アルビアやAVEなどが運行されている。ア・コルーニャ、フェロル、オウレンセ、ポンテベドラ、ビラガルシーア・デ・アロウサ、ビーゴなどガリシア州の主要都市とサンティアゴ・デ・コンポステーラを結んでいる。

## 教育・文化
ガリシア地方でもっとも歴史のある大学は、1495年創立のサンティアゴ・デ・コンポステーラ大学(USC)である。1990年にア・コルーニャ大学とビーゴ大学が設置されるまで、長らくガリシア地方唯一の大学であった。現在の学生数はおよそ3万人。旧市街を挟んで南と北に2か所のキャンパスを持ち、ルーゴにも4つの学部と2つの専門学校がある。さらにはいくつかの研究・教育施設を持つ。

### 祝祭日
- 昇天祭 (Día da Ascensión)
- ガリシア民族の日（ガリシア語版） - 7月25日は「ガリシア民族の日」とされ祝日となっている[24]。またこの日はサンティアゴ・アポストロ（聖ヤコブ）の日でもあり、この日を中心に様々な行事・催し物が行われる。日曜と重なる年は聖年 (Ano Santo) とされ、平年閉じられている聖なる門 (Porta Santa) が開けられ、ここから聖堂内に入ることができる。2010年がちょうど聖年にあたり、11月6日にはローマ教皇ベネディクト16世（ガリシア語：ビエイト16世）が来訪した。次の聖年は11年後の2021年である。前夜の24日にはカテドラル正面のオブラドイロ広場をメイン会場に大花火大会が催されている。近年はプロジェクションマッピングによる映像と音の催し物がカテドラル正面を用いて行われている[25]。2013年は、前夜の24日に郊外のアングロイス地区で列車脱線事故が起きたため、すべての行事が中止された[26]。
- サン・ローケの日 - 8月16日

### サンティアゴ巡礼
この地に聖ヤコブ崇敬が定着したのは西ゴート王国末期の7世紀末に遡り、以来ローマ、エルサレムと並んでカトリック教会で最も人気のある巡礼地であり世界中から巡礼者が絶えない。巡礼の街道では巡礼者は、その証明に帆立貝の殻を荷物にぶら下げる。途中、教会などが宿泊を提供してくれる。最後のコースは、地面に古切れなどを敷きながら膝だけで歩いていく熱心な信者も多い。
聖ヤコブはガリラヤ湖の漁師で、弟のヨハネと共にイエス・キリストに従った。ヒスパニアにおいて布教活動を行い、エルサレムに帰還後、ヘロデ・アグリッパ1世によって断首され十二使徒のうち最初の殉教者となった。その遺体を弟子2人が石の船に乗せ海を果てしなくさまよった末に本市付近に辿り着き、埋葬したのが紀元1世紀半のことであった。これが聖地の起源であるといわれている。そうしてこの墓が再発見されたのは、伝説では、9世紀に星に導かれた羊飼いがこの地で聖ヤコブの墓を発見し、遺骨を祭った聖堂が建てられ、そこに教会が作られた。これがサンティアゴ・デ・コンポステーラの町の起源とされ、町の名はラテン語の「Campus stellae」（星の野）あるいは「Compositum」（墓場）にちなんで名付けられたと言われるが、これらは民間語源の域を出ないものである。ガリシアは非常に地名が多いため、地名研究がガリシア語学の重要な研究分野になっており、それによると、Compostelaの語源は、ラテン語のCOMPOSĬTAに示小辞ĔLLAが付いたものであり、意味は「良い場所」で、つまり、「サンティアゴにとって良い場所、ふさわしい場所」ということである。
旧市街は世界遺産に登録されており、7月25日はサンティアゴ（聖ヤコブ）の日で、（この重なりは6年、5年、6年、11年という周期で起こる。カトリック教会ではこれらの年を「聖年」、「聖ヤコブの年」と定めている）。旧市街を中心に祭りが盛大に行われる。またこの日はガリシアの日でもある。
巡礼が盛んだった中世、信者を強く惹きつけたのは聖遺物と呼ばれるイエスや聖人にまつわる遺品であった。聖遺物には奇跡を起こす力があると信じられた。聖ヤコブを祝うミサ。重さ90キログラムの香炉が人々を清める。巡礼者は辿ってきた長い道のりを振り返り、聖地に導いてくれた神に感謝する。
またサンティアゴ・デ・コンポステーラ大学はスペイン有数の大学のひとつであり、ガリシア地方で最も伝統ある大学である。キャンパスはサンティアゴ旧市街を挟み南と北にあるほか、ルーゴにもある。学生数はおよそ3万人で、これらの学生の多くは市の人口9万人には含まれていない。
サンティアゴは宗教都市であり、観光都市でもあり、また学生の街で、州行政の中心でもあるという異なった顔を持つ街である。
ここへの巡礼をテーマにしつつ神の存在を歴史の時間軸を行き来しながら描いたフランス映画で、「銀河 (La Voie lactée)」（フランス・イタリア合作で、ルイス・ブニュエル監督、1968年）というものがある。「銀河」は、このサンティアゴ・デ・コンポステーラへの巡礼の道のことを銀河（天の川）に例えたものである。
なお、ガリシア地方では花崗岩が産出し、この花崗岩をサンティアゴでは道路の舗装材などとして利用してきた。

### その他
- シネウローパ (Cineuropa) - 映画祭。名称はヨーロッパの映画を表すが、アジアや南北アメリカなど世界中の映画が約1ヵ月間市内の劇場等で上映される。毎年日本の映画も何本か上映されている。期間は11月から12月にかけての1か月。また10月末にはアラブの映画を上映する、ヨーロッパ・アラブ映画祭Amalが1週間行われる。

### スポーツ
- SDコンポステラ - リーガ・エスパニョーラに所属。1990年代には1部リーグに所属していた。
- SDシウダ・デ・サンティアゴ（英語版） - 2009-10シーズンにはリーガ・エスパニョーラのテルセーラ・ディビションに所属していたが、経済的問題で2009年11月にリーグを離脱し、クラブは解散した。

## 観光名所
旧市街は1985年にユネスコによって世界遺産に登録された。

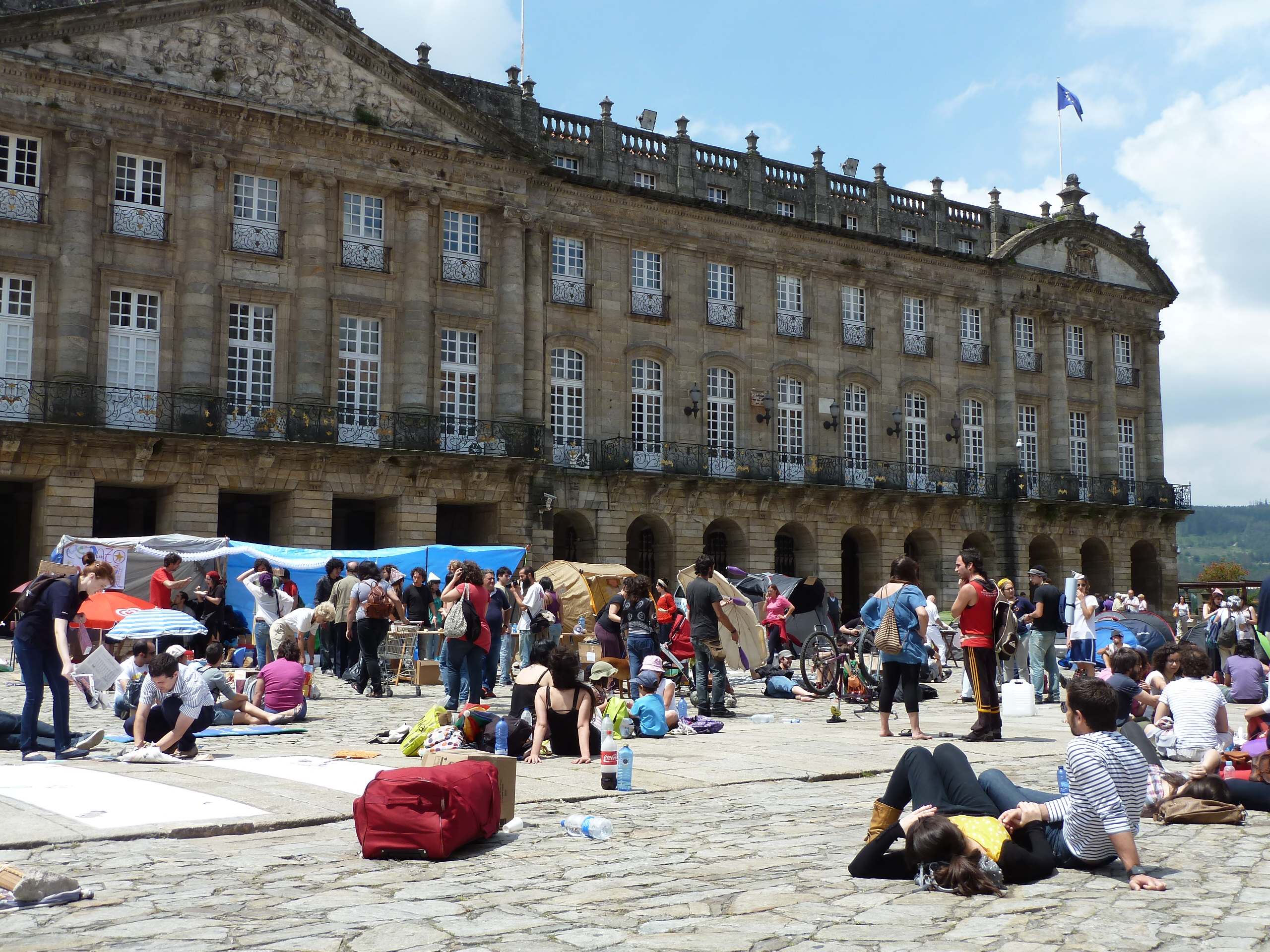
オブラドイロ広場を占拠する15-M運動参加者（2011年5月21日）

- オブラドイロ広場（ガリシア語版） - サンティアゴの象徴的広場で、スペイン全土で沸き起こった15-M運動（スペイン語版）[28] では、この広場で多くの人によって1カ月以上にもわたって占拠が行われた[29][30]。広場の東はカテドラル (Catedral de Santiago de Compostela) 正面に接している。西側はパソ・デ・ラショイ（ラショイ館、現在自治体庁舎として使用）、北にはパラドール・オスタル・ドス・レイス・カトリコス、南はコレシオ・デ・サン・シェローメ（ガリシア語版）（現在サンティアゴ・デ・コンポステーラ大学の学長オフィスとして使用）などの建物がある。フランコ時代にはスペイン広場と呼ばれていたが、民主化後旧名に戻された。
- キンターナ広場（ガリシア語版） - カテドラルの裏側の広場。夏期にはコンサートや様々な催し物が行われる。
- プラテリーア広場 - カテドラルの翼廊南側の広場。
- セルバンテス広場（ガリシア語版）
- トウラル広場
- マサレロス広場 - サンティアゴ大学の哲学部の正面にある広場。この広場の南側には、唯一かつての旧市街を囲んでいた城壁の名残である門が残っている。

これらの広場では祝祭日に野外コンサートなどが行われる。
ミュージアム
- ガリシア民族博物館（ガリシア語版） - 旧サント・ドミンゴ・デ・ボナバル修道院（ガリシア語版）内、隣接する教会はパンテオン・デ・ガレーゴス・イルストレス（ガリシア語版）（ガリシア偉人廟）となっており、ロサリーア・デ・カストロ、アルフォンソ・カステラオなど、ガリシア民族の偉人が埋葬されている。
- サンティアゴ巡礼博物館 (Museo das Peregrinacións e de Santiago) - 現在プラテリーア広場旧スペイン銀行支店跡に新本館建築工事中。
- ガリシア現代美術センター（ガリシア語版）
- ガリシア文化都市（ガリシア語版）（シダーデ・ダ・クルトゥーラ・デ・ガリシア） - 美術館、図書館、文書館、文化ホールなどを備えた一大複合文化施設。2011年1月、未完成のまま開館した。建設開始から10年以上経過しており、巨額の費用がかかっていることから、批判も多い。

宗教建築
- サンティアゴ・デ・コンポステーラ大聖堂

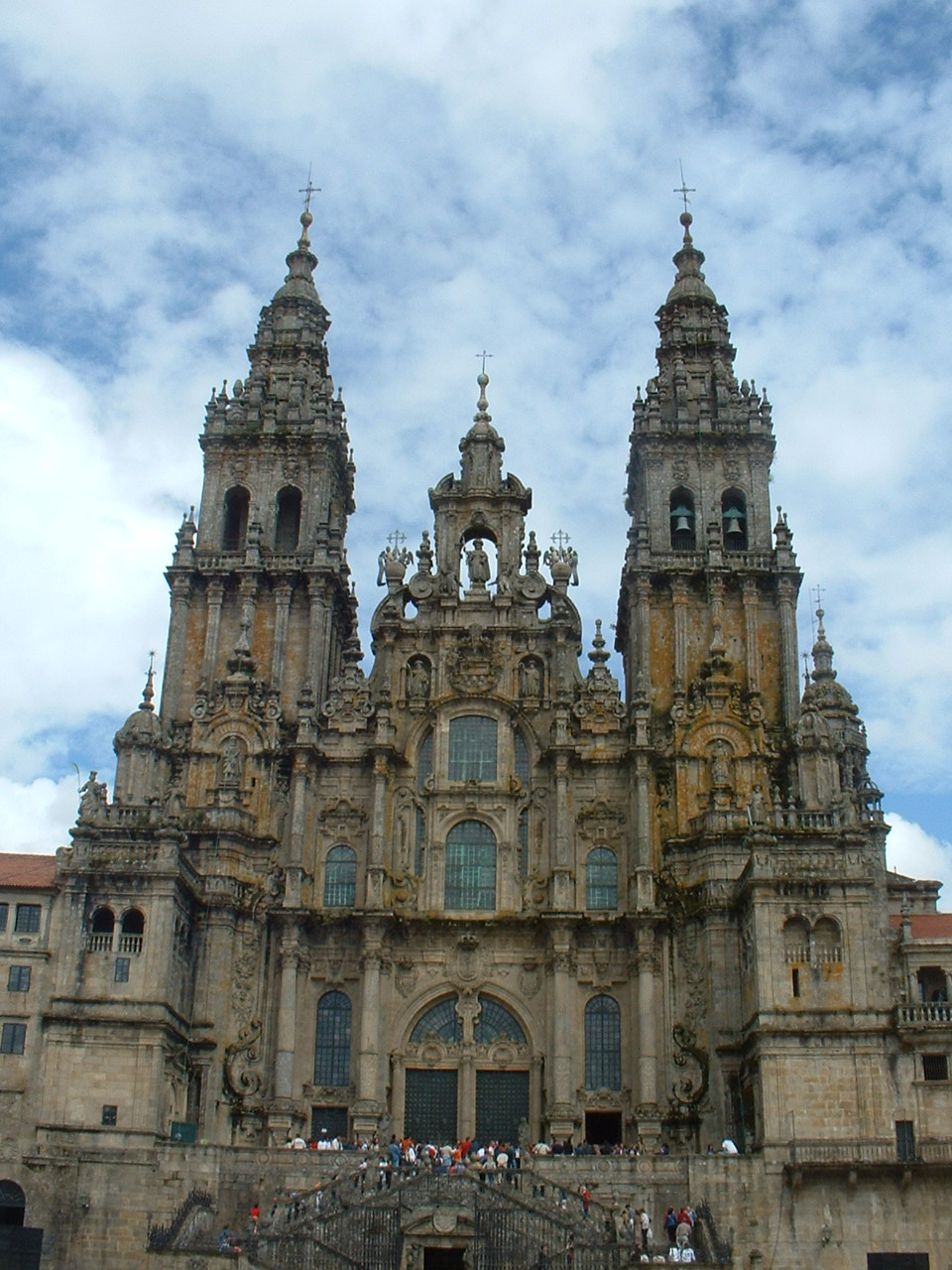
サンティアゴ・デ・コンポステーラ大聖堂

814年に当時の司教であったテオドミーロにより聖ヤコブの墓が発見されたことでここには小さな教会が建設され、再建を重ね、現在の姿に至った。1077年にアルフォンソ4世が出した建設決定に基づいて第1期から第3期に分けられ建設されることになり、1075年、司教ディエゴ・ペラーエスの時代に内陣より建設が開始された。1075年内陣から建設が始まる。11世紀末より行われた第1期では伯爵秘書でアルフォンソ4世の娘婿であったディエゴ・ヘルミレスによって中断しながらではあったが、主に東側後陣内陣の建設が行われた。またこの時、エステバンが建設に携わったという説がある。第2期は12世紀初頭からで第1期同様ディエゴ・ヘルミレスによって建設が進められた。
交叉部まで工事が進んでいた教会は1105年礼拝室の奉献が行われた。1117年には火事に見舞われたが工事は進み、1124年ファサード以外の全ての部分の建設工事が終了した。そして第3期は1168年工事に以前参加していたメストレ・マテーオに依頼したことで建設工事が再び始動したことで始まる。1211年4月11日に献堂式が行われ教会は完成に至った。
なお、ゴシック様式の部分はもともとあった部分を改造して造られていて、バロック様式のファサードと鐘楼の部分は1667年頃ペーニャ・デ・トーロによって修復、建設された。
教会構造や装飾は以下の通りである。西正面オブラドイロ門ファサードはフェルナンド・カサス・イ・ノボーアの作品で、バロック様式の建築である。そこを抜けると現れる栄光の門は、メストレ・マテーオの作品。門は3つに分かれており、左から旧約聖書の世界、天国、新約聖書の世界を表すと言われている。天国、地獄、煉獄であるという説もある。3つの門の真ん中のトリュモーにはエッサイの樹や使徒姿のヤコブの彫刻がある。また、中央タンパン部分には荘厳のキリスト、受難の道具とマタイ、マルコ、ヨハネ、ルカの4人の福音記者、天国に迎えられた人々の彫刻が施してある。ブッシュール部分には、「ヨハネの黙示録」に登場する、神の御座を囲む24人の老人たちが楽器を演奏しているところが刻まれている。楽器はガリシア地方特有のオルガニストゥルムやヴァイオリンなどが描かれている。
天国の門と呼ばれる北門アサバチェリーア門は、上部はネオクラシック様式、土台はバロック様式で造られている。もともとロマネスク様式であったが、18世紀ベンドゥーラ・ロドリゲスらによって再建された。
さらに銀細工師の門と呼ばれる南門プラテリーアス門は、ロマネスク様式の門にカテドラル内から持ってきたロマネスク様式の彫像を埋め込んでできている。
地下に降りるとヤコブの墓がある。ヤコブの聖遺品が置かれ、エルサレムからヤコブの遺体を運んできたとされているテオドーロとアタナシウスがその傍らで眠っている。
正面奥には主祭壇が現れる。
こちらはガリシアバロックというチュリゲラ様式で造られている。主祭壇では下から、使徒姿のヤコブ、巡礼姿のヤコブ、戦うヤコブ、と三変化を見ることができる。ここにはボタフメイロがあり、毎日曜正午からの巡礼者のミサと儀式の際には香が焚かれる。
ロマネスク様式、ゴシック様式、バロック様式、ネオクラシック様式が混在する貴重な教会である。10世紀頃から現在までサンティアゴ・デ・コンポステーラの巡礼路の終着地として多くの巡礼者を迎えている。
- サン・マルティーニョ・ピナリオ修道院（ガリシア語版）
- サン・パイオ・デ・アンテアルターレス修道院（ガリシア語版）
- サン・フィス・デ・ソロビオ教会（ガリシア語版）
- アニマス礼拝堂（ガリシア語版）

その他の建築
- パソ・デ・ラショイ（ガリシア語版） - 18世紀建造の新古典主義様式建築、現在自治体庁舎と州首相府として使用。オブラドイロ広場カテドラルの正面にある。
- オスタル・ドス・レイス・カトリコス（ガリシア語版） (Hostal dos Reis Católicos) - 16世紀建造、19世紀まで病院として使用された。現在ホテルパラドールとして使用。
- コレシオ・デ・フォンセカ (Colexio de Fonseca) - 旧サンティアゴ・デ・コンポステーラ大学学舎、1970年代まで薬学部の建物として使用。現在サンティアゴ・デ・コンポステーラ大学の総合図書館として使用。

## 教区
市内は30の教区に分けられる。太字は自治体中心地区のある教区。
- アリンス（サン・マルティーニョ）
- バンド（サンタ・エウラリア）
- ア・バルシエラ（サント・アンドレ）
- ブスト（サン・ペドロ）
- オ・カルバジャル（サン・シュリアン）
- オ・カスティニェイリーニョ（ノサ・セニョーラ・デ・ファティマ）
- セサール（サンタ・マリーア）
- コンショ（サンタ・マリーア）
- オ・エイショ（サン・クリストーボ）
- ア・エンフェスタ（サン・クリストーボ）
- フェチャ（サン・ショアン）
- フィゲイラス（サンタ・マリーア）
- グリショーア（サンタ・マリーア）
- ララーニョ（サン・マルティーニョ）
- マランテス（サン・ビセンテ）
- マロソス（サンタ・マリーア）
- ネメンソ（サンタ・クリスティーナ）
- ア・ペレグリーナ（サンタ・マリーア）
- サブゲイラ（サン・パイオ）
- サン・カエターノ（サンティアーゴ）
- サン・ラサロ（サンティアーゴ）
- サン・パイオ（サンティアーゴ）
- サンタ・クリスティーナ・デ・フェチャ（サンタ・クリスティーナ）
- サンティアゴ・デ・コンポステーラ
- サル（サンタ・マリーア）
- ベルディーア（サンタ・マリーニャ）
- ビダン（ディビーノ・サルバドール）
- ビジェストロ（サンタ・マリーア）
- ビスタ・アレグレ（サン・ショアン）

## 出身者
- ショセ・マヌエル・ベイラス（スペイン語版） - 政治家・経済学者・著作家。ガリシア民族主義ブロックの創設者。
- スソ・デ・トーロ（スペイン語版） - 著作家。
- エウヘニオ・モンテーロ・リオス（スペイン語版） - 政治家。
- マリアーノ・ラホイ・ブレイ - 政治家。スペイン首相。
- トマス・レニョネス - サッカー選手、政治家。元スペイン代表。
- ルベン・ゴンサレス - サッカー選手。
- ベロニカ・ボケーテ - サッカー選手。元スペイン女子代表。

## 姉妹都市
- アッシジ（イタリア）
- ブエノスアイレス、アルゼンチン
- マシュハド、イラン
- サンティアゴ・デ・ケレタロ、メキシコ
- サンティアゴ・ド・カセン、ポルトガル
- ゴム、イラン
- カセレス、スペイン
- サンティアゴ・デ・ロス・カバリェロス、ドミニカ共和国
- 🇯🇵田辺市、日本

## 世界遺産

### 登録基準
この世界遺産は世界遺産登録基準のうち、以下の条件を満たし、登録された（以下の基準は世界遺産センター公表の登録基準からの翻訳、引用である）。
- (1) 人類の創造的才能を表現する傑作。
- (2) ある期間を通じてまたはある文化圏において、建築、技術、記念碑的芸術、都市計画、景観デザインの発展に関し、人類の価値の重要な交流を示すもの。
- (6) 顕著で普遍的な意義を有する出来事、現存する伝統、思想、信仰または芸術的、文学的作品と直接にまたは明白に関連するもの（この基準は他の基準と組み合わせて用いるのが望ましいと世界遺産委員会は考えている）。